# Hospital de la Sierra
El Hospital de la Sierra (también llamado CHARE de la Sierra o CHARE de Aracena) es un centro hospitalario público en construcción en el municipio de Aracena, provincia de Huelva. Sus obras se encuentran paralizadas desde 2010 por litigios judiciales.

## Historia
El Centro Hospitalario de Alta Resolución del Condado forma parte de la red de centros sanitarios proyectada en el año 2005 por el entonces presidente de la Junta de Andalucía Manuel Chaves para que toda la población de la comunidad se encontrara a menos de 30 minutos de algún hospital. La consejera de Salud de aquel gobierno, María Jesús Montero, prometió la construcción de veintiséis de estos centros en toda Andalucía, de los que tres se ubicarían en la provincia de Huelva: el CHARE de Aracena, el CHARE de Lepe y el CHARE de Bollullos. Ninguno de los tres centros proyectados se encuentra actualmente en uso.
La elección de Aracena como municipio en el que se construiría el hospital generó cierta polémica al encontrarse a unos veinte minutos del hospital de Riotinto, mientras que la zona occidental de la Sierra de Huelva carecía de centros hospitalarios. En noviembre de 2008 se iniciaron las obras de construcción del CHARE de Aracena, que debería finalizarse veinte meses después, a mediados de 2010, y que sufrió una serie de retrasos, aplazándose la fecha de inauguración hasta 2012. En 2010, el proyecto se paralizó por el litigio judicial entre la Junta de Andalucía y la empresa responsable de las obras, la cual entró en concurso de acreedores. Esta circunstancia ha impedido a la Junta de Andalucía volver a licitar el proyecto durante años.
Tras el cambio de gobierno autonómico, el Partido Popular anunció la reactivación de las obras del CHARE. En 2021, se incluyó una partida presupuestaria de 500 mil euros para continuar con el proyecto. Por otra parte, la Delegada de la Junta en Huelva, Bella Verano, anunció que tanto el CHARE de Aracena como el CHARE de Bollullos pasarían a ser hospitales, al igual que el de Lepe, que ha pasado a denominarse Hospital de la Costa Occidental de Huelva, siendo actualmente el más avanzado en su progreso de los tres que se anunciaron en 2005, quedando únicamente por terminar sus accesos.

## Servicios
Según el proyecto inicial, el hospital de Alta Resolución de la Sierra contará con una superficie de 9642 metros cuadrados, dotado de servicios de urgencias, actividad quirúrgica, consultas externas, pruebas diagnósticas y zona de hospitalización. La plantilla del hospital contará con unos 150 profesionales, entre personal sanitario y no sanitario.
Se prevé que estas instalaciones atiendan anualmente 28 000 urgencias, 38 000 consultas de especialistas, 1500 intervenciones quirúrgicas, 1600 pruebas diagnósticas funcionales y 25 500 estudios de radiodiagnóstico de pacientes provenientes de 29 municipios de la zona.